# Diecezja Kara
Diecezja Kara (łac. Dioecesis Karaensis, fr. Diocèse de Kara) – rzymskokatolicka archidiecezja ze stolicą w Kara, w Togo.
Diecezja podlega metropolii Lomé.

## Historia
- 1 lipca 1994 powołanie rzymskokatolickiej Diecezji Kara

## Biskupi
- Jacques Danka Longa (od 7 stycznia 2009)
- Ignace Baguibassa Sambar-Talkena (30 listopada 1996 - 7 stycznia 2009)
- Ernest Patili Assi (1 lipca 1994 - 16 lutego 1996)